# Stazione di Toyonuma
La stazione di Toyonuma (豊沼駅?, Toyonuma-eki) è una stazione della città di Sunagawa situata sulla linea principale Hakodate e gestita da JR Hokkaido.

## Struttura
La stazione è dotata di due binari con due marciapiedi laterali.

## Stazioni adiacenti
| «                         | Servizio                  | »                         |
| Linea principale Hakodate | Linea principale Hakodate | Linea principale Hakodate |
| ------------------------- | ------------------------- | ------------------------- |
| Naie                      | Tutti i treni             | Sunagawa                  |